# 地域医療機能推進機構大阪病院
座標: 北緯34度41分31秒 東経135度28分57秒 / 北緯34.69194度 東経135.48250度
地域医療機能推進機構大阪病院（ちいきいりょうきのうすいしんきこうおおさかびょういん）は、独立行政法人地域医療機能推進機構が大阪市福島区福島四丁目に設置する病院。通称JCHO大阪病院（ジェイコーおおさかびょういん）。
厚生年金保険法に基づき設立され、2014年3月まで財団法人厚生年金事業振興団が、同年4月から独立行政法人地域医療機能推進機構が運営。救急指定病院（二次救急）。地域医療支援病院。
独立行政法人地域医療機能推進機構大阪病院附属看護専門学校を併設。

## 概要
- 設立年：1952年
- 病床数：565床（2007年11月現在）
- 医療従事者総数：915名
- 正職員数：670名（2007年現在）
- 医師数：188名
- 1日あたり外来患者数：約1100名
- 入院患者数：442.7人/日（2007年4月～7月）

## 沿革
- 1952年（昭和27年）10月 開設許可 54床
- 1954年（昭和29年）3月 開院 334床
- 1957年（昭和32年）7月 総合病院名称使用の承認を受ける。
- 1968年（昭和43年）7月 臨床研修指定機関となる。
- 1996年（平成8年）1月 救急告示病院の認定を受ける。
- 2000年（平成12年）4月 開放型病院承認を受ける。
- 2014年（平成26年）4月 大阪厚生年金病院から地域医療機能推進機構大阪病院に改称する。
- 2015年（平成27年）5月7日 新病院での診療を開始する。

## 診療科等
- プライマリケア教育研修センター(救急部)
- 内科
- 循環器科
- 小児科
- 心臓血管外科
- 神経精神科
- 神経内科
- 外科
- 整形外科
- 形成外科
- 脳神経外科
- 産婦人科
- 眼科
- 耳鼻咽喉科
- 皮膚科
- 泌尿器科
- 腎臓内科
- リハビリテーション科
- 放射線科
- 麻酔科
- 歯科
- 歯科口腔外科
- 乳腺・内分泌外科
- リウマチ外来
- スポーツ医学センター
- 病理科
- 内視鏡センター
- 女性医師外来
- 女性がん検診
- 禁煙外来

## 医療機関の指定・認定
（下表の出典）
| 保険医療機関 | 労災保険指定病院 |
| 母体保護法指定医の配置されている医療機関 | 生活保護法指定病院（中国残留邦人等の円滑な帰国の促進並びに永住帰国した中国残留邦人等及び特定配偶者の自立の支援に関する法律（平成六年法律第三十号）に基づく指定医療機関を含む。） |
| 臨床研修病院 | 指定自立支援病院（更生医療） |
| 結核指定病院 | 指定養育病院 |
| 指定自立支援病院（育成医療） | 原子爆弾被害者医療指定病院 |
| 特定疾患治療研究事業委託医療機関 | 原子爆弾被害者一般疾病医療取扱病院 |
| DPC対象病院 | 指定小児慢性特定疾病医療機関 |
| 指定自立支援医療機関（精神通院医療） | 身体障害者福祉法指定医の配置されている医療機関 |
| 診療科名中に産婦人科、産科又は婦人科を有する病院にあっては、公益財団法人日本医療機能評価機構が定める産科医療補償制度標準補償約款と同一の産科医療補償約款に基づく補償の有無 | 地域医療支援病院 |

- 働きやすい病院評価認定病院（認定第1号）[4]
- 公益財団法人日本医療機能評価機構認定病院[5]
- このほか、各種法令による指定・認定病院であるとともに、各学会の認定施設でもある。

## 存続問題
社会保険庁の改革に伴い、全国に10箇所ある厚生年金病院や53箇所ある社会保険病院の今後のあり方について、政府及び独立行政法人年金・健康保険福祉施設整理機構（RFO）を中心として検討されていた。病院の第三者への譲渡が検討される中、自治体等から反対の意見が上がっていた。
その後、社会保険病院等の整理合理化等を目指す立場から、当病院を含む全国の厚生年金・社会保険病院は2008年10月1日に年金・健康保険福祉施設整理機構の出資を受けRFOの保有病院となった。RFOの存続は、発足から5年以内の2010年9月末までと決められており、その期間内に病院の譲渡（民間等への売却）が目指された。最初に社会保険浜松病院が譲渡対象施設に定められ、実際に2009年に医療法人に売却された。自公政権下で譲渡が目指されていた政策は、2009年の民主党への政権交代によって方針が変更され、「厚生年金病院及び社会保険病院は公的に存続させることを原則とする」とされた。その方針のもと、2014年4月に独立行政法人地域医療機能推進機構（JCHO）が設立され、当病院はJCHOに移管された。

## 施設再整備
建設から30年以上、一部は56年経過（2011年現在）した建物は老朽化し、耐震補強も必要なことから、全面建て替えが行われることとなった。
既設建造物の東側（入口ロータリー及び駐車場部分）に地上13階、地下1階の免震構造の建物が建設され、2015年4月21日に竣工し、同年5月7日から新病院での診療を開始した。

## アクセス
- 鉄道
  - 京阪中之島線「中之島駅」 徒歩5分
  - JR西日本東西線「新福島駅」下車 3出口から徒歩5分
  - JR西日本大阪環状線「福島駅」下車 徒歩10分
  - 阪神本線「福島駅」下車 徒歩10分
- バス
  - 大阪シティバス55号「堂島大橋北詰」下車
  - 大阪シティバス39号「福島西通」下車 徒歩3分

## 隣接施設
- 下福島公園
- 福島小学校
- 玉川小学校

## テレビ番組
- 日経スペシャル ガイアの夜明け 医者がいない！？～“医療難民”を防げ～（2007年1月9日、テレビ東京）[10]- 女性医師を大切にする経営方針を取材。